# Sątopy-Samulewo

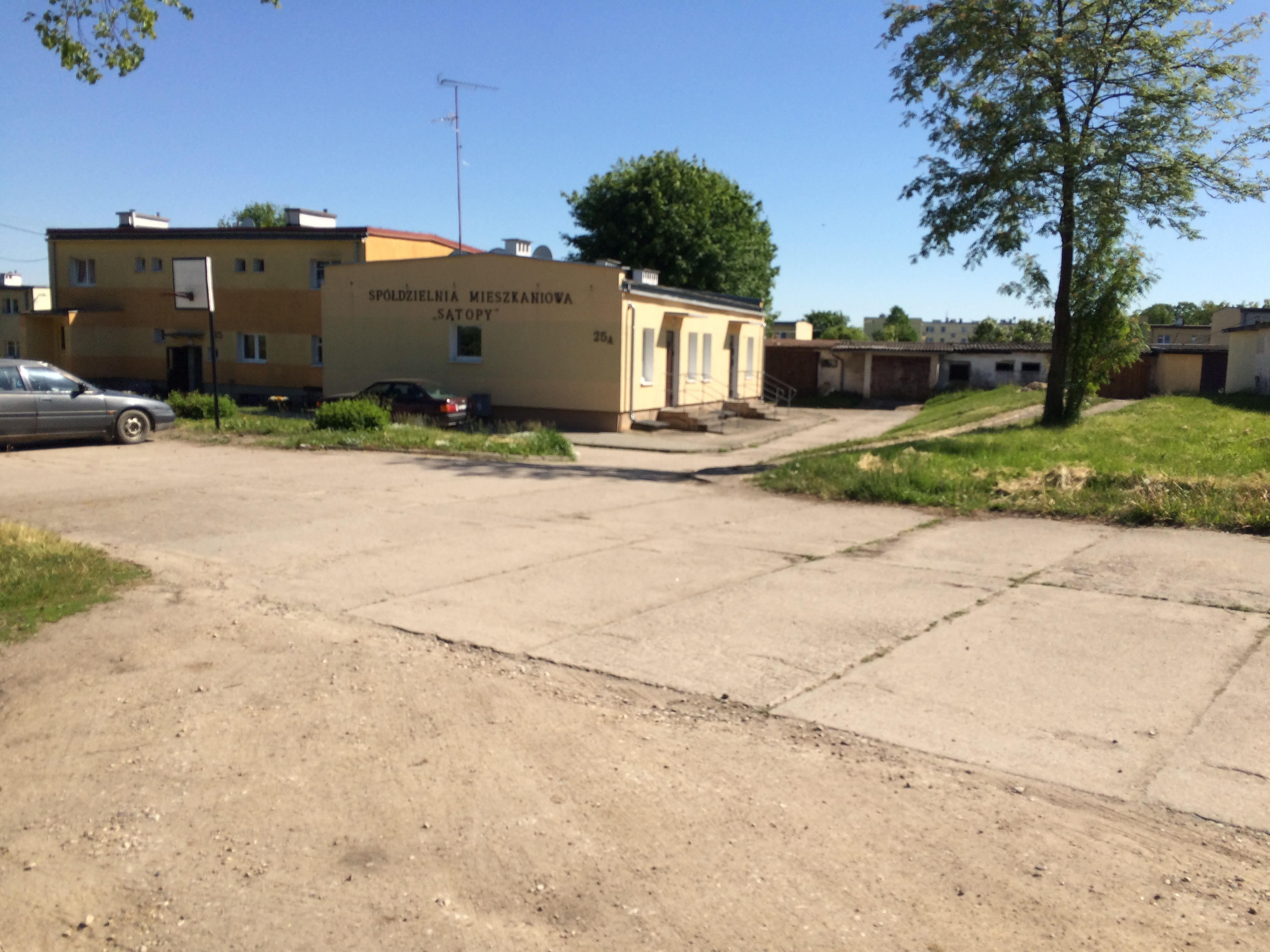
Zicht op Sątopy-Samulewo

Sątopy-Samulewo (Duits: Bischdorf) is een dorp in de Poolse woiwodschap Ermland-Mazurië. De plaats maakt deel uit van de gemeente Bisztynek.

## Geschiedenis
In 1337 investeerde de bisschop van Ermland in een uithof van het verderop gelegen dorp Santoppen. Santoppen had toen twee schouten. Naast de kloosterboerderij van bisschop Kromer van Ermland was er een van larixhout gebouwd landhuis bij het Sajnomeer. Dit meer is later drooggelegd en omgezet in weilanden. Het interieur van de kapel bij het klooster is na 1772 verplaatst naar de kerk in Schulen nabij Bischofstein. In de bisschoppelijke residentie in Santoppen-Bischdorf bleven een jachthuis en stoeterij.
In december 1871 kreeg Santoppen een station (Bischdorf (Ostpr.)) aan de zuidtak van de Ostbahn van Berlijn naar Insterburg (Tsjernjachovsk) in Oost-Pruisen. Een tweede spoorlijn van Rastenburg (Kętrzyn) via Rößel (Reszel), Santoppen-Bischdorf en Bischofstein naar Heilsberg (Lidzbark Warmiński ) werd in 1908 geopend. Deze lijn is in 1945 opgebroken door het Sovjetleger. Na de oorlog werd de spoorlijn opnieuw aangelegd tussen Sątopy-Samulewo en Reszel. In de jaren tachtig verloor deze lijn haar betekenis en in augustus 2006 werd ze weer opgebroken. De voormalige Ostbahn kent geen vervoer meer naar het sinds 1945 Russische Insterburg (Tsjernjachovsk). De lijn heeft alleen nog regionale betekenis met treinen tussen Olsztyn en Korsze.

## Sport en recreatie
- Door deze plaats loopt de Europese wandelroute E11. De E11 loopt van Den Haag naar het oosten, op dit moment de grens Polen/Litouwen. Ter plaatse komt de route van het westen van Bisztynek en vervolgt in oostelijke richting naar Reszel.